# Eragrostis poculiformis
Eragrostis poculiformis är en gräsart som beskrevs av Thomas Arthur Cope. Eragrostis poculiformis ingår i släktet kärleksgrässläktet, och familjen gräs.
Artens utbredningsområde är Tanzania. Inga underarter finns listade i Catalogue of Life.